# مالتبی (واشینگتن)
مالتبی (به انگلیسی: Maltby) یک منطقهٔ مسکونی در ایالات متحده آمریکا است که در شهرستان اسنوهومیش، واشینگتن واقع شده‌است. مالتبی ۴۳٫۶ کیلومتر مربع مساحت و ۱۰٬۸۳۰ نفر جمعیت دارد و ۱۲۱ متر بالاتر از سطح دریا واقع شده‌است.